# Mare de Déu de l'Arca
La Mare de Déu de l'Arca és un santuari del terme municipal de Sant Nazari de Rosselló, a la comarca del Rosselló.
Està situat a ponent del poble, a prop de la carretera de Cabestany, del Mas de Rocabruna i del lloc on hi havia hagut la Mota de Vila Muntà.
És un edifici totalment reconstruït al segle xix, dut a terme amb una alternança de maons i palets de riera, d'una manera molt característica a la comarca, tant edificis religiosos com civils, expecialment caves cooperatives. Compta amb una sola nau capçada per un absis poligonal.